# Микеладзе, Мамуд Рамизович
Мамуд Рамизович Микеладзе (1928, село Меджинисцкали, Батумский район, АССР Аджаристан, ССР Грузия) — бригадир колхоза села Меджинисцкали Хелвачаурского района, Аджарская АССР, Грузинская ССР. Герой Социалистического Труда (1978).

## Биография
Родился в 1928 году в крестьянской семье в селе Меджинисцкали Батумского района. Трудовую деятельность начал в годы Великой Отечественной войны рядовым колхозником на чайной плантации колхоза села Меджинисцкали Батумского района. В послевоенные годы был назначен бригадиром чаеводческой бригады. За выдающиеся трудовые достижения по итогам работы в годы Восьмой пятилетки (1966—1970) награждался Орденом Трудового Красного Знамени и по итогам работы в 1973 году — Орденом Октябрьской Революции.
Бригада под его руководством досрочно выполнила коллективное социалистического обязательство Десятой пятилетки (1976—1980). Указом Президиума Верховного Совета СССР от 22 февраля 1978 года удостоен звания Героя Социалистического Труда за «выдающиеся успехи, достигнутые во Всесоюзном социалистическом соревновании, проявленную трудовую доблесть в выполнении планов и социалистических обязательств по увеличению производства и продажи государству продуктов земледелия в 1977 году» с вручением ордена Ленина и золотой медали «Серп и Молот» (№ 19012).
После выхода на пенсию проживал в родном селе Меджинисцкали. С 1988 года — персональный пенсионер союзного значения.
Награды
- Герой Социалистического Труда
- Орден Ленина
- Орден Трудового Красного Знамени (08.04.1971)
- Орден Октябрьской Революции (12.12.1973)